# Ibadisme
Ne doit pas être confondu avec Ibad.
L’ibadisme (arabe : الاباضية al-ibāḍiyya) est une tendance de l'islam fondée moins de cinquante ans après la mort du prophète Mahomet.
L’ibadisme a été chassé par d'autres courants musulmans pour ses pensées politiques : selon les ibadites, le commandeur des croyants ne doit pas être nécessairement de la lignée de Mahomet, ni d'une certaine ethnie ou couleur.
L'ibadisme est le courant dominant du sultanat d'Oman. Il est aussi présent dans certaines régions du Maghreb, notamment dans la région du Mzab et à Ouargla en Algérie avec le kharidjisme (dont est issu l'ibadisme), dans le Djebel Nefoussa en Libye, à Djerba en Tunisie, mais aussi en Afrique de l'Est, en Tanzanie (à Zanzibar) et au Kenya.
Les ibadites ont leur propre école juridique. Ils se considèrent de nos jours comme la cinquième école du sunnisme. L'ijtihad est réservé aux savants et les ibadites ont leurs propres recueils de hadiths.

## Origines
Le nom de ce courant dérive de celui d'Abdullah ibn Ibad al-Tamimi. Cependant, les disciples de cette école revendiquent que Jabir ibn Zaid al-Azdi, originaire d'Oman, était leur vrai fondateur. Il fut parmi les meilleurs élèves d'Aïcha, la femme de Mahomet, et de `Abdullah ibn `Abbas, le cousin de Mahomet et également l'un des grands connaisseurs des principes islamiques après lui.
L’école ibadite se concentre sur la vue islamique de la vie : principes, travail, égalité, etc[réf. nécessaire]. Pendant toute leur Histoire, les ibadites ont développé les études islamiques et celles de la langue arabe[réf. nécessaire].
L’ibadisme fut persécuté par les partisans d'autres courants musulmans pour son contenu politique[réf. nécessaire] : pour les ibadites, le commandeur des croyants ne doit pas être nécessairement de la lignée de Mahomet et on ne doit pas prendre en compte son appartenance ethnique s'il a les qualités requises pour être calife.

## Histoire
Quatrième calife, Ali, le cousin de Mahomet, était l'un de ses compagnons et fut désigné comme successeur. Plusieurs mouvements musulmans contestataires apparurent, plus ou moins violents, lui reprochant chacun un aspect différent (parfois radicalement opposés) de sa façon de gouverner (excès/défaut de souplesse...). Ces mouvements contestataires furent regroupés sous le nom de kharidjites, malgré leurs différences.
Les ibadites, pacifistes, firent sécession durant son règne en lui reprochant son comportement belliqueux notamment à l'égard des populations non-arabes, refusèrent de partir en guerre et restèrent à Bassora. Ils ne cautionnèrent pas la violence; ils se retirèrent dans la région d'Oman. Les Ibadites se montrent beaucoup plus souples dans leurs rapports avec les autres confessions religieuses. Par exemple, il leur est interdit de les attaquer par surprise sans les avoir invités à se rallier. Plus généralement, c'est l'usage de la violence qui est prohibé excepté pour se défendre.
La branche fondée par Chabib ben Yazîd al-Harûrî (šabib ben yazīd al-ḥarūrī, شبيب بن يزيد الحروري) soutenait qu'il était légitime de confier l'imamat à une femme si cette dernière était capable de remplir les tâches reliées à ce rôle. Son épouse Ghazala al-Harûrîya (697-?) (ġazāla al-ḥarūrīa, غزالة الحرورية) commanda des troupes à l'instar de Juwayrîya (juwayrīya bint abī sufyān, جويرية بنت أبي سفيان), la fille d'Abû Sufyân, lors de la bataille de Yarmouk. Lors d'un combat, elle aurait mis en fuite le fameux général omeyyade Al-Hajjaj ben Yusef (660-714).
Dans certains ouvrages les Ibadites sont appelés « kharidjites blancs » tandis que les Sufrites sont appelés « kharidjites jaunes » et les Azraqites « kharidjites bleus ». Les noms de « blancs » ou « jaunes » et « bleus » viennent sans doute du rapprochement entre le nom du fondateur des Ibâdites, `Abd Allah ben Ibâd et l'adjectif blanc (ʾabyaḍ, ابيض) ; le nom du fondateur des Sufrites, Ziyâd ben al-Asfar et l'adjectif jaune (ʾaṣfar, أصفر) ; et le nom du fondateur des Azraqites Nâfi` ben al-Azraq et de l'adjectif bleu (ʾazraq, أزرق).

### Maghreb

Établissements de la communauté ibadite dans la région du Maghreb.

À la fin du VIIe siècle, des ibadites établis à Oman se détacha du général persan Abd al-Rahmân ben Rustam et sa suite, qui gagnèrent le Yémen, traversèrent la mer Rouge, accostèrent à Zanzibar avant de rejoindre l'Éthiopie, l'Égypte, puis le Maghreb. Ils rallièrent à eux les populations locales.
Au milieu du VIIIe siècle ils arrivèrent en Afrique du Nord.
Abd al-Rahmân ben Rustam, élu imam, fonde Tihert (actuellement Tiaret). La ville devient bientôt la riche et prospère capitale d'un important royaume, la vertu et l'habileté de l'Imam faisant merveille et lui ralliant encore nombre de tribus. Leur action s'étend de la Tripolitaine au Maroc ; les soufites s'adjugeant le Maroc et le Sud Oranais, tandis que les ibadites se répandent du Djebel Nefoussa, au Sud de Tripoli et au Chellif.
À sa mort, en 765, se constitue la dynastie des Rostémides, qui durera plus d'un siècle. Mais le royaume va sans cesse s'affaiblissant sous l'effet des dissensions internes jusqu'au moment où le Fatimide Ubayd Allah al-Mahdi lui porte le coup de grâce. Ce dernier prend Tihert en 909, massacre les princes Rostemides et la plus grande partie des ibadites de la ville. Les dignitaires survivants enterrèrent leur couronne, et fuirent avec leurs concitoyens la capitale incendiée, à la recherche d'un lieu d'exil. Ils errèrent par petits groupes au milieu d'un pays entièrement hostile, avant de trouver finalement refuge dans l'Oued Mya (Ouargla), où ils s'établissent. Grâce à leur activité, la ville devient rapidement prospère, s'agrandit et s'embellit.
Mais le refuge n'apparaît pas à tous suffisamment sûr. Avant même que la menace de destruction qui pèse sur la ville ne soit précisée, les ibadites prudents recherchèrent un autre asile et jetèrent enfin leur dévolu sur l'oued Mzab qui ne contient alors que de rares campements. Une première cité est fondée en 1017 : El Atteuf. L'entreprise réussit et attire une population toujours plus nombreuse. Sedrata se vide peu à peu avant d'être prise et détruite par les Malékites d'Ouargla, jaloux de la fortune de leurs voisins. Puis, Bou-Noura, Melika et Ghardaïa sont successivement fondées.
De toutes parts, les ibadites persécutés, las de la vie errante et du secret, viennent se fixer au M'zab. La communauté ainsi créée bâtit, défriche et se donne des lois. Elle connaîtra, depuis les origines jusqu'au moment de l'arrivée des Français, un développement lent mais continu, révélé par la création de Beni-Isguen au XIVe siècle et de Berriane et Guerrara au XVIIe siècle. De plus, des factions arabes de plus en plus nombreuses viendront, au cours de l'Histoire, s'agréger aux villes ibadites.

## Croyances
Dans l'ibadisme, l'islam est composé de trois éléments fondamentaux :
1. Le dogme (al-ʿaqida) ;
2. La parole, la rhétorique ou encore le témoignage verbal ;
3. L'œuvre, l’action ou la pratique (al-aʿmal).

Chacun des piliers est indissociable des autres. Ils prennent pour exemple Abû Tâlib, un des oncles de Mahomet, qui a cru en ce dernier, mais ne prononça pas l'attestation de foi (chahada) et ne le suivit pas dans ses œuvres. L'islam, chez les ibadites, est une croyance dans le cœur et dans les gestes, un témoignage verbal appelant à la croyance et aux bonnes œuvres, une pratique du bien.
Ainsi, les ibadites considèrent que celui qui délaisse les bonnes œuvres et la vraie pratique de la religion musulmane (principalement l'accomplissement des cinq prières quotidiennes) peut tout de même être musulman, ceci en se fondant principalement sur le verset :

« Les Bédouins ont dit : “Nous avons la foi”. Il répond : “Vous n'avez pas encore la foi. Dites plutôt : Nous nous sommes simplement soumis, car la foi n'a pas encore pénétré dans vos cœurs. Et si vous obéissez à Allah et à Son messager, Il ne vous fera rien perdre de vos œuvres”. Allah est Clément et Miséricordieux. (Coran 49:14) »

Le musulman non pratiquant est donc traité sur Terre comme un musulman. Le fait qu'il ait prononcé la chahada implique qu'il n’appartient pas aux hommes de le juger mécréant. Ainsi, il est considéré musulman d'un point de vue légal et est traité comme tel.
Pour les ibadites, et comme pour les mu'tazilites, le Coran a été créé par Allah - ce qui les distingue de la position des asharites qui considèrent le Coran comme parole incréée de Dieu. De même, ils épousent les mêmes thèses que les mutazilites pour décrire les attributs de Dieu. En revanche, ils sont proches de la théorie asharite de l'action humaine : Dieu est seule cause car les actions humaines sont, en dernière analyse, créées par Dieu.
Dans le domaine du droit, les ibadites sont assez proches des malékites.

## Architecture

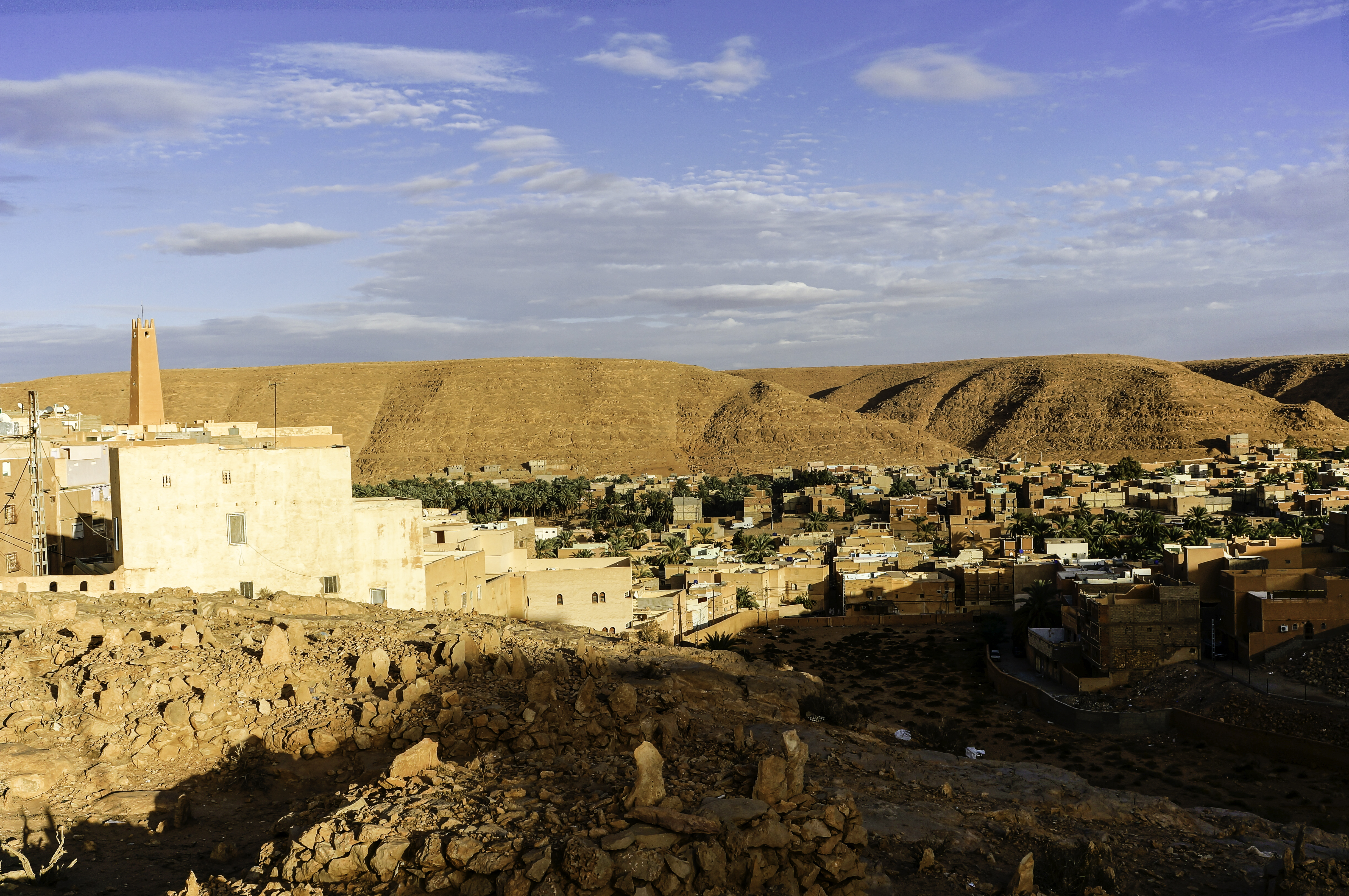
Vue sur la vallée du Mzab.

L'architecture ibadite du Maghreb est caractéristique à de nombreux points de vue. Les ibadites sont remarquables en ce qu’ils respectent dans de nombreux domaines les enseignements de l’islam primitif, ce dont témoigne largement leur architecture. La sobriété, le dépouillement, l’esprit minimaliste qui devraient logiquement caractériser les lieux de culte musulmans ont été conservés au fil des siècles dans les mosquées ibadites. Au Maghreb, outre les vestiges de Tahert qui a été pendant plus d’un siècle et jusqu’en 909 la capitale des ibadites, et ceux de Sadrâta qui lui a succédé, trois grands ensembles d'architecture ibadite subsistent à Djerba, dans le djebel Nefoussa et dans les cinq villes de la pentapole du Mzab. Il faut y ajouter les très nombreuses mosquées situées dans les montagnes au cœur d’Oman. Ces quatre régions qui se caractérisent par leur isolement – montagnes, île ou désert – sont bien différentes les unes des autres, par leur climat et leur nature, mais leurs mosquées partagent de nombreux points communs. Le principal est la grande économie de moyens et la simplicité des matériaux mis en œuvre.
Tous les édifices se distinguent par leur sobriété et l’austérité de leur façade. La plupart d’entre eux sont de décorations, à cause de la morale particulière des ibadites. Leur doctrine réprouve totalement la richesse ostentatoire, ce qui se ressent bien dans l’architecture puisque les tombeaux ou les mosquées dédiés à de célèbres personnages sont tout aussi sobres et modestes que les autres. Les ibadites se sont efforcés de maintenir une parfaite égalité entre tous les croyants et des sentiments tels que l’envie ou la jalousie sont pour eux particulièrement condamnables. Malgré les grandes richesses qu’ils ont accumulées grâce au commerce maritime ou transsaharien, ils ont pour principe d’adopter le mode de vie des plus modestes d’entre eux. Si les lieux de culte ne comportent en principe aucune décoration, c’est également parce que la relation avec Dieu doit être la plus simple possible et que d’éventuels signes de richesse ne feraient que la pervertir. Cette vision des choses diffère radicalement de la façon dont on envisage le décor dans les autres lieux de culte musulmans.

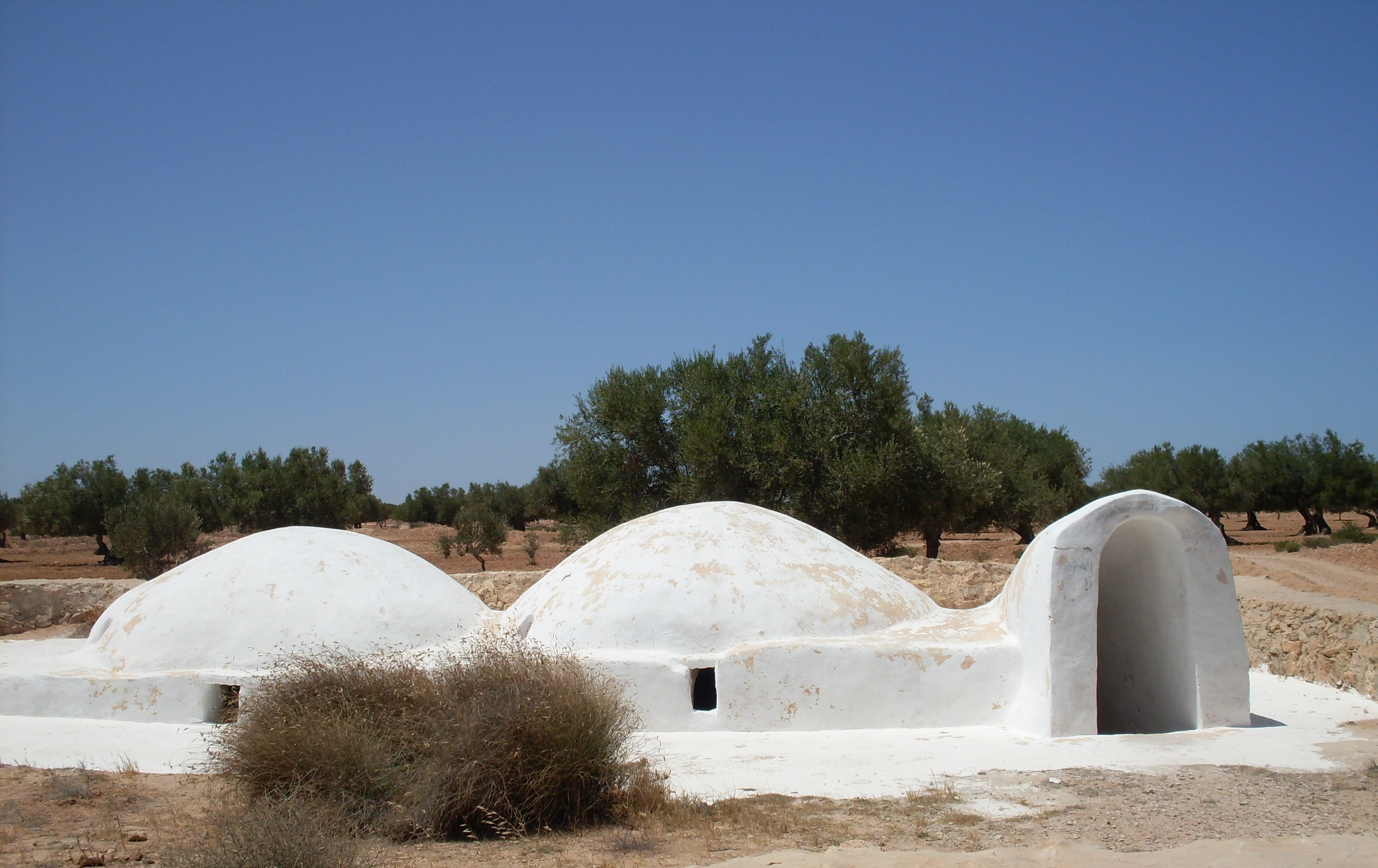
Mosquée ibadite à Djerba.

Les mosquées du djebel Nefoussa sont connues par les missions archéologiques qui ont réuni des archéologues britanniques et libyens entre 1969 et 1973. De nombreuses photographies ont été prises alors par ces chercheurs, montrant les mosquées mais également les sites historiques et les paysages du djebel, formant une importante base de données qui est accessible sur le site du Khalili Research Centre. Sous le régime de Kadhafi, la minorité ibadite berbérophone a été soumise à des persécutions, ses élites inquiétées, ses bibliothèques dispersées, ses mosquées et ses villages endommagés ; dès lors, les ibadites ont participé à la prise de Tripoli, s’impliquant fortement dans la révolution libyenne. Dans Les mosquées ibadites du djebel Nafûsa, Virginie Prevost exploite le résultat de ses propres recherches ainsi que la documentation dont disposait la communauté scientifique en 2010, avant les événements politiques qui ont marqué la Libye et immobilisé les programmes scientifiques. Les mosquées de la région sont souvent construites entièrement ou partiellement sous terre : l’islam ibadite s’est notamment inspiré des traditions locales précédentes. Elles reflètent un style de construction qui répond aux besoins environnementaux et matériels de la région, tout en assurant les besoins de protection de la communauté, certaines mosquées perchées sur les sommets assumant d’ailleurs un rôle de surveillance. Elles partagent de nombreuses caractéristiques communes avec les autres mosquées ibadites d’Afrique du Nord : c’est le cas de l’absence de minbar dans les bâtiments anciens, puisque les ibadites ne font plus la prière du vendredi depuis la chute de l’État rostumide, ainsi que la diversité et la multiplicité des mihrabs communes à ces édifices.

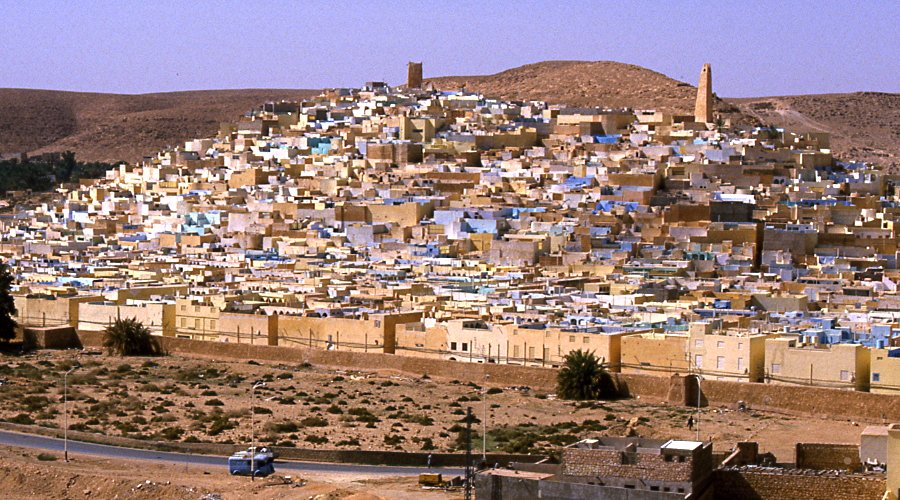
Cité de Beni Isguen dans le Mzab algérien.

Le pendant à l’architecture du djebel Nefoussa se trouve à Djerba, une île connue pour son nombre impressionnant de mosquées, 360 selon la tradition orale, un chiffre symbolique qui évoque les jours de l’année et montre la piété des habitants. Là aussi, le rôle de surveillance est essentiel dans certaines mosquées situées sur la côte, alors que d’autres bâtiments sont fortifiés. Toutefois la majorité de ces structures sont de très petites mosquées rurales, situées dans la campagne et associés à de petits hameaux. Djerba se caractérise aussi par ses grottes et mosquées souterraines. Les mosquées de l’île vivent aujourd’hui une situation critique, à cause notamment des dégradations volontaires ou dues au manque d’entretien, des interventions anarchiques qui les modifient sans respecter les spécifications architecturales locales ; des démolitions de monuments ont même été constatées. Le dossier d’inscription de l’île sur la liste du patrimoine mondial de l’Unesco est peut-être un espoir pour mettre en valeur ces édifices.

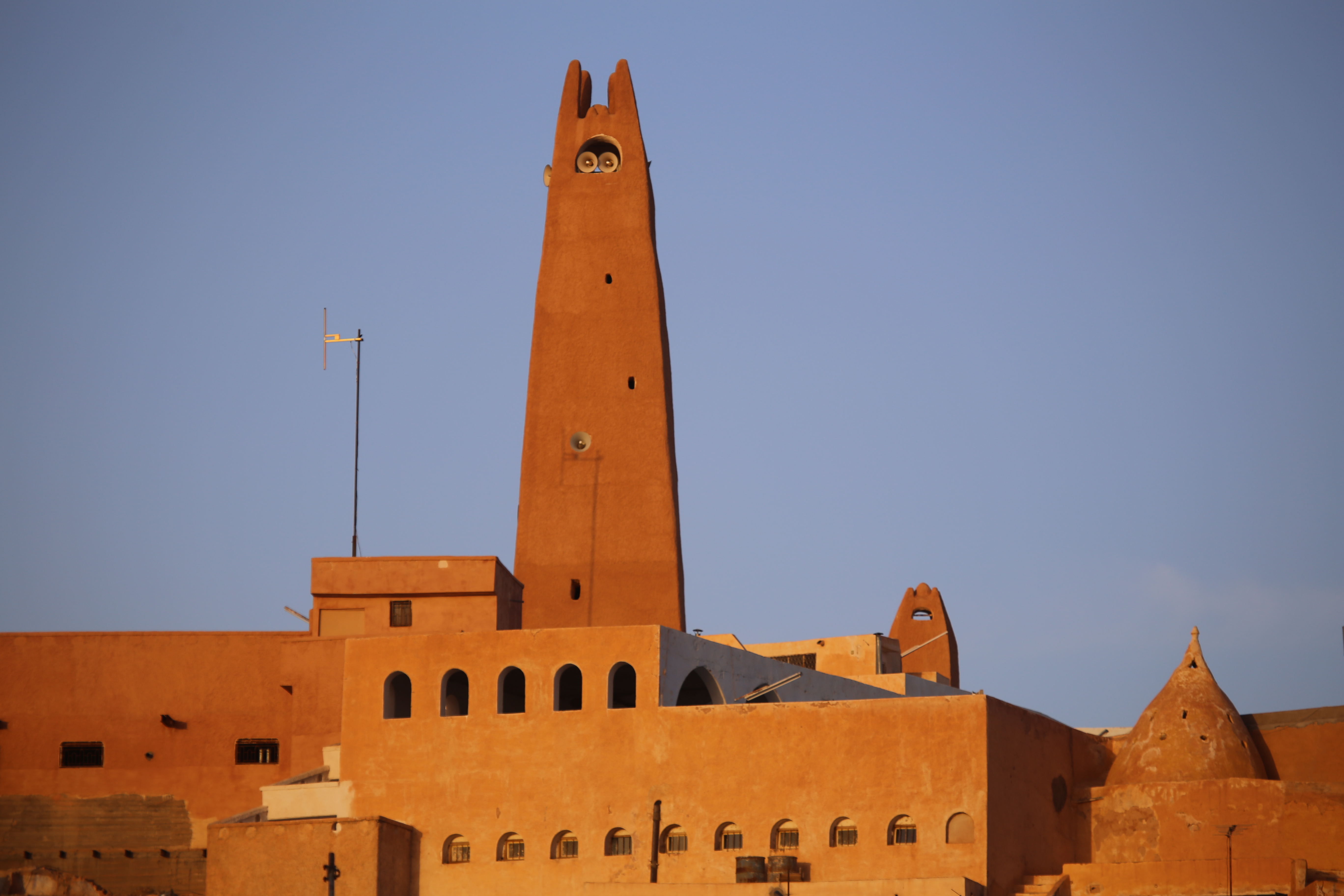
La Grande Mosquée de Ghardaïa, dans le Mzab.

Quant à la troisième région ibadite du Maghreb, le Mzab, c’est indéniablement la plus connue du grand public et dès le début des années 1930, une étude entière lui est consacrée. Fondée au XIe siècle, la Grande Mosquée de Ghardaïa est un symbole de l'architecture mozabite ibadite. Ce sont non seulement les mosquées mais tous les ensembles bâtis (fortifications, habitations, systèmes d’irrigation, cimetières, etc.) qui ont séduit depuis longtemps les voyageurs et ont été popularisés par les deux ouvrages d’André Ravéreau et de son épouse photographe Manuelle Roche Récemment, Cyrille Aillet a consacré plusieurs études à Ouargla et au site de Sadrâta, l’ancienne capitale des ibadites proche de Ouargla, réalisant avec Patrice Cressier et Sophie Gilotte une monographie sur ce sujet, basée sur une relecture des travaux de Marguerite Van Berchem.
Dans la ville d'Ouargla, le prestige de la ville, nourrit la réaffirmation discrète de la petite communauté ibadite, et la formation de l'association « Sedrata » en 1990 .

## Vue politique d'hier à aujourd'hui
Dans la politique ibadite, le pouvoir est communautaire et exclut toute hégémonie comme le fait de considérer que le pouvoir doit appartenir à la lignée de Mahomet et met en avant que la nation musulmane doit rassembler la oumma. Dans le même ordre d'idées, les musulmans capables de diriger la nation doivent être élus par une choura sans distinctions d'appartenance ethnique ou de lignage.
Contrairement aux autres kharidjites, les ibadites respecteraient l'ordre social et l'obéissance envers les dirigeants quand bien même ceux-ci seraient injustes mais à condition tout de même que ceux-ci n'ordonnent pas la mécréance, comme l'interdiction de prier, déclarer la consommation d'alcool comme licite (istihlal), ou autre déclaration similaire. Dans ces conditions, les ibadites  ne leur obéiraient pas et pourraient être amenés à une révolte contre le pouvoir en place. Si le gouverneur est injuste, les ibadites se limiteraient aux conseils et à la prévention envers celui-ci mais sans faire de révolution sanglante afin de ne pas conduire au chaos ou à la guerre civile. Il y eut tout de même deux « révolutions Blanches » mais sans effusion de sang, dans le but de changer le régime. La première à Tripoli, pour destituer le gouverneur représentant les Abbassides et la seconde fut la désignation légale et pacifique d'Ibn Rustom Abd al-Rahmân.
En 2017, un ouvrage a réuni les travaux de nombreux chercheurs qui font le point sur la situation des communautés ibadites aujourd’hui. Bien qu’ils soient très peu nombreux, leur rôle politique est souvent sous-estimé. Même dans les régions où ils sont bien présents, peu de musulmans les connaissent : c’est le cas notamment en Tunisie où l’on peut parler d’amnésie vis-à-vis des ibadites, qui ont pourtant profondément marqué l’histoire du Maghreb. Victimes de la montée du salafisme, taxés d’hérétiques, les ibadites ont toutefois un rôle à jouer en appelant au dialogue et à une reconnaissance mutuelle entre les différents courants de l’islam et les autres religions. Ainsi en Oman, la liberté de culte est respectée pour tous : ibadites majoritaires, sunnites, chiites, chrétiens, sikhs et indous vivent en bonne entente. Les ibadites se veulent « les démocrates de l’islam » et revendiquent une place à part entière dans l’orthodoxie.

## Les ibadites aujourd'hui

### Population
Les ibadites, bien que peu nombreux (1 % des musulmans), se retrouvent aujourd'hui dans plusieurs régions du monde musulman. Ils sont principalement présents à Oman, où ils représenteraient entre 50 et 60 % de la population. L'ibadisme est la confession de la dynastie régnante. De nombreux ibadites vivaient sur l'archipel de Zanzibar en Tanzanie, ancienne colonie omanaise, avant la révolution de 1964 ; la plupart ont désormais quitté l'île ou se sont convertis à l'islam sunnite. Actuellement[Quand ?], de très petites communautés ibadites vivent sur les côtes de la Tanzanie et du Kenya, ainsi qu'en Afrique centrale.
On trouve également des communautés ibadites au Mzab en (Algérie)  (voir Mozabites) dans le djebel Nafûsa au nord-ouest de la Libye, également dans l'ile de Djerba (où il ne forme plus la majorité du rite des habitants, en effet le sunnisme sous sa forme malikite est aujourd'hui le rite majoritaire), ainsi que dans l'oasis de Ouargla  où il recule là aussi de façon importante au profit du sunnisme. Il est difficile d'estimer quel est le nombre d'ibadites maghrébins, étant donné que les recensements de population ne les distinguent pas des autres musulmans.

### Éditions et recherche sur l'ibadisme
Depuis une quinzaine d’années, plusieurs chercheurs européens se sont intéressés à l’ibadisme tant omanais que maghrébin. Deux maisons d’éditions se sont spécialisées dans les études ibadites. La première est Ibadica, fondée à Paris en 2013 : il s’agit à l’origine d’une association culturelle et scientifique ayant pour but de développer et de promouvoir les recherches portant sur l’ibadisme, et de contribuer de manière constructive au dialogue entre les religions. Ibadica a constitué au fil du temps un vaste fonds de documentation physique et numérique multilingue à destination des chercheurs et favorise la diffusion d’études académiques. Dès 2015, Ibadica s’est lancée dans l’édition et compte plusieurs volumes , par exemple une étude sur le Mzab, des rééditions comme celle de la somme consacrée à la théologie ibadite, ou encore la biographie de son auteur, le Père blanc Pierre Cuperly. La seconde maison d’éditions est Georg Olms à Hildesheim en Allemagne, qui a publié une quinzaine de volumes sur ce thème. En 2017, elle a fait paraître la  bibliographie ibadite réunie par Martin Custers qui reprend en trois volumes toutes les références utiles, dans une dizaine de langues différentes. Depuis 2013, une collection de grand format, intitulée « Studies on Ibadism and Oman », offre principalement des actes de colloques relatifs à toutes les régions marquées par l’ibadisme, autour de thèmes tels que la jurisprudence, la théologie, ou encore l’identité de ce courant religieux. Un de ces volumes est consacré entièrement à l’ibadisme en Afrique orientale. En 2021 paraît une monographie de Cyrille Aillet consacrée aux ibadites du Maghreb depuis leur origine jusqu’au XVe siècle. Le livre retrace l’histoire des ibadites maghrébins en replaçant leur évolution dans le cadre plus large des bouleversements sociaux et politiques qu’a connus l’Afrique du Nord.

### Quelques personnalités ibadites
- Jabir ibn Zaid al-Azdi : originaire d'Oman, il est le fondateur de l'école ibadite et l'un des plus brillants intellectuels de la première génération après Mahomet.
- Ibn Rustom Abd al-Rahmân :  originaire de Perse, c'est le fondateur de la dynastie des Rostémides en Algérie, durant laquelle les différents courants de pensée ont cohabité en paix.
- El-Khalil Ibn Ahmed El-Farahidi : originaire d'Oman, c'est le fondateur des règles des deux sciences - El-Arood qui contient les règles de la poésie arabe, et le Tajwid qui contient les règles de la lecture du coran.
- Mohamed ibn Bikr : originaire de Farosta en Libye, c'est le fondateur du système social et religieux "Azaba" qui gère la société mozabite à nos jours.
- Abu Ammar Abd El kafi : originaire de Isedratane près de Ouargla en Algérie, c'est un philosophe qui a développé "le système Azaba".
- Mohamed Tfyeche : originaire de Beni-Isguen en Algérie, l'un des pôles du Mzab, il a écrit plus de 300 livres dans toutes les sciences connues à son époque (mathématiques, astronomie, agronomie, architecture, études islamiques...)
- Abdelaziz Ben El Hadj Ibrahim Al Thaminy : docteur ibadite né vers 1717-1718 probablement à Ouargla (Algérie) mort en août 1808 à Beni-Isguen, auteur d'une douzaine d'ouvrages de théologie et de jurisprudence.